# أدريانا إيفانز
أدريانا إيفانز (بالإنجليزية: Adriana Evans) هي مغنية وملحنة ومغنية مؤلفة ومنتجة أسطوانات وممثلة أمريكية، ولدت في 1974.

## وصلات خارجية
- الموقع الرسمي
- أدريانا إيفانز على موقع ميوزك برينز (الإنجليزية)
- أدريانا إيفانز على موقع أول ميوزيك (الإنجليزية)
- أدريانا إيفانز على موقع ديسكوغز (الإنجليزية)